# Santiago Allende
Santiago Alejo de Allende (Córdoba, Virreinato del Perú, ca. 1760 - Cabeza de Tigre, Intendencia de Córdoba, agosto de 1810) fue un militar y político argentino, jefe militar de la Intendencia de Córdoba del Tucumán y líder de la contrarrevolución de Córdoba durante la Revolución de Mayo, razón por la que fue ejecutado.

## Primeras actuaciones
Era un hacendado y comerciante con mediana educación, que en 1780 se enroló como voluntario en el ejército que marchó desde su provincia hacia el Alto Perú, a combatir contra la revolución indígena de Túpac Amaru II, como comandante de un cuerpo de caballería. No llegó a luchar.

## Durante las invasiones inglesas
En 1805 reunió un cuerpo de voluntarios para la defensa de Buenos Aires, capital del Virreinato del Río de la Plata, que se consideraba que podría ser atacada por las fuerzas de Gran Bretaña. Al año siguiente se produjo la primera de las invasiones inglesas, y al llegar la noticia a Córdoba, Allende reunió las fuerzas militares de la provincia. Acompañó al Virrey Rafael de Sobremonte como segundo jefe de la fuerza con que pensaba reconquistar Buenos Aires; fuerza que no llegó a combatir, ya que la ciudad fue recuperada por sus propios habitantes, dirigidos por Santiago de Liniers y Martín de Álzaga.
Se trasladó a la Banda Oriental, acompañando a Sobremonte, en previsión de un nuevo ataque inglés. Este se produjo finalmente a principios de 1807, comenzando con un ataque en Maldonado. Sobremonte envió a Allende a atacar a los invasores, pero el ejército inglés se reembarcó hacia Montevideo, con lo que regresó a ponerse a órdenes del virrey.
Cuando las fuerzas del general Samuel Auchmuty desembarcaron en la playa del Buceo, Allende dirigió un intento de ataque sobre el ejército enemigo. Pero sus soldados fueron fácilmente superados por los ingleses en un breve tiroteo, y muchos ni siquiera llegaron a pelear. Allende renunció por segunda vez a su intento. Poco después caía Montevideo y, en consecuencia, el virrey era depuesto por incapacidad militar y arrestado. Allende regresó con sus tropas a Córdoba.

## La Revolución de Mayo
En 1810 era comandante de armas de la Intendencia de Córdoba del Tucumán. Al llegar la noticia de la Revolución de Mayo, juró ante el gobernador Juan Gutiérrez de la Concha y el obispo Rodrigo de Orellana lealtad al rey y a España. Reunió un importante contingente de soldados y oficiales para hacer frente a las fuerzas enviadas desde Buenos Aires.
Al parecer, en ese momento comenzó a tener dudas sobre si la legitimidad estaba del lado del gobernador o de la Primera Junta. Por otro lado, varios miembros de su familia conspiraban contra el gobierno y lograron la deserción de muchos soldados. Pero él había hecho un juramento y decidió cumplirlo.
Cuando la expedición porteña se acercaba a Córdoba, sus fuerzas se dispersaron rápidamente y los abandonaron. El mando político y militar del grupo quedó en manos de Liniers, que residía por esa época en Córdoba, pero ni siquiera el prestigio de este logró conservar sus tropas. Con los hombres que le quedaban, acompañó al gobernador y a Liniers en su retirada estratégica hacia Salta, donde pensaban tener más apoyo. Pero al saber que se iban a alejar tanto de sus casas, la mayor parte de sus hombres desertó. Casi solo, al frente apenas de una escolta, Allende protegió la retirada del gobernador, pero fueron capturados antes de salir de la provincia.

## Cabeza de Tigre
El general Ocampo se negó a cumplir la orden que se le mandó desde Buenos Aires, de fusilar a los jefes de la contrarrevolución. Mucha gente influyente en Córdoba lo convenció de no hacerlo, porque todos ellos tenían muchos amigos entre los reos; el coronel Allende y el doctor Victorino Rodríguez eran, además, cordobeses.
La noticia de que eran enviados a Buenos Aires alarmó a la Primera Junta, que envió a uno de sus vocales, Juan José Castelli, a cumplir la orden. Este los alcanzó en la posta de Cabeza de Tigre, cerca del límite con la provincia de Santa Fe, y de inmediato ordenó el fusilamiento de todos ellos, con excepción del obispo Orellana. Sus compañeros de suplicio fueron el gobernador Gutiérrez de la Concha, el ex virrey Liniers, el contador Moreno y el asesor Rodríguez. El obispo Orellana los confesó y presenció el fusilamiento.
Sus restos fueron enterrados en ese mismo sitio, y fueron rescatados varios años después, para ser trasladados a Córdoba. La familia de Allende no sufrió persecuciones por la actitud contrarrevolucionaria de uno de sus miembros.